# Arquidiocese de Curitiba
A Arquidiocese de Curitiba (em latim: Archidiœcesis Curitibensis) é uma das divisões administrativas da Igreja Católica no Brasil. Dom José Antônio Peruzzo é o atual Arcebispo Metropolitano de Curitiba.
A Diocese de Curitiba foi criada pelo Papa Leão XIII com a bula Ad Universas Orbis Ecclesias, em 27 de abril de 1892, mas só foi instalada em 30 de setembro de 1894, com a posse de seu primeiro Bispo, Dom José de Camargo Barros. Foi elevada à condição de Arquidiocese em 10 de maio de 1926 pelo Papa Pio XI.
Conforme convite do Internúncio e futuro Cardeal Girolamo Maria Gotti, a primeira opção para titular da nova diocese foi a do cônego Dom Adauto Aurélio de Miranda Henriques (professor do Seminário de Olinda, futuro 1º Bispo e 1º Arcebispo da Paraíba), que negou por motivo de saúde.
A arquidiocese tem como sede a Catedral Basílica Menor de Nossa Senhora da Luz dos Pinhais, localizada no centro de Curitiba.

## Território[2]
A arquidiocese é composta por 11 municípios do estado do Paraná, subdivididos em 142 paróquias. A sede da arquidiocese se localiza em Curitiba, na Catedral Metropolitana de Curitiba da Nossa Senhora da Luz dos Pinhais. 
Os municípios que compõem a arquidiocese são: Curitiba, Almirante Tamandaré, Balsa Nova, Campo Largo, Campo Magro, Colombo, Itaperuçu, Palmeira, Pinhais, Porto Amazonas, Rio Branco do Sul.

## Bispos e arcebispos
|                          | Nome                                 | Período    | Notas                                 |
| Arcebispos               | Arcebispos                           | Arcebispos | Arcebispos                            |
| ------------------------ | ------------------------------------ | ---------- | ------------------------------------- |
| 6º                       | José Antônio Peruzzo                 | 2015 -     | Arcebispo Atual                       |
| 5º                       | Moacyr José Vitti, C.S.S.            | 2004-2014  | Faleceu no cargo                      |
| 4º                       | Pedro Antônio Marchetti Fedalto      | 1970-2004  | Arcebispo Emérito                     |
| 3º                       | Manuel da Silveira d'Elboux          | 1950-1970  | Faleceu no cargo                      |
| 2º                       | Ático Eusébio da Rocha               | 1935-1950  | Faleceu no cargo                      |
| 1º                       | João Francisco Braga                 | 1926-1935  | Renunciou                             |
| Bispos auxiliares        |                                      |            |                                       |
|                          | Adenis Roberto de Oliveira, S.d.P.   | 2024-atual |                                       |
|                          | Reginei José Modolo                  | 2022-atual |                                       |
|                          | Amilton Manoel da Silva, C.P.        | 2017-2020  | Nomeado Bispo de Guarapuava           |
|                          | Francisco Cota de Oliveira           | 2017-2020  | Nomeado Bispo de Sete Lagoas          |
|                          | José Mário Angonese                  | 2013-2017  | Nomeado Bispo de Uruguaiana           |
|                          | Rafael Biernaski                     | 2010-2015  | Nomeado Bispo de Blumenau             |
|                          | João Carlos Seneme, C.S.S.           | 2007-2013  | Nomeado Bispo de Toledo               |
|                          | Dirceu Vegini                        | 2006-2010  | Nomeado Bispo de Foz do Iguaçu        |
|                          | Sérgio Arthur Braschi                | 1998-2003  | Nomeado Bispo de Ponta Grossa         |
|                          | Moacyr José Vitti, C.S.S.            | 1987-2002  | Nomeado Bispo de Piracicaba           |
|                          | Ladislau Biernaski, C.M.             | 1979-2006  | Nomeado Bispo de São José dos Pinhais |
|                          | Domingos Gabriel Wisniewski, C.M.    | 1975-1979  | Nomeado Bispo de Cornélio Procópio    |
|                          | Albano Bortoletto Cavallin           | 1973-1986  | Nomeado Bispo de Guarapuava           |
|                          | Pedro Antônio Marchetti Fedalto      | 1966-1970  | Elevado a Arcebispo                   |
|                          | Jerônimo Mazzarotto                  | 1957-1970  | Bispo auxiliar                        |
|                          | Gabriel Paulino Bueno Couto, O.Carm. | 1954-1955  | Nomeado Bispo-auxiliar de Taubaté     |
|                          | Inácio Krause, C.M.                  | 1950-1963  | Renunciou                             |
| 3°                       | João Francisco Braga                 | 1907-1926  | Elevado a arcebispo                   |
| 2°                       | Leopoldo Duarte e Silva              | 1904-1906  | Nomeado Arcebispo de São Paulo        |
| 1°                       | José de Camargo Barros               | 1894-1903  | Nomeado Bispo de São Paulo            |
| Administrador apostólico |                                      |            |                                       |
|                          | Rafael Biernaski                     | 2014-2015  | Bispo auxiliar da mesma               |